# シャルロット・チャーチ
シャルロット・チャーチ（Charlotte Maria Church, 1986年2月21日 - ）はウェールズ出身の歌手である。12歳で天才少女歌手としてデビューし、クラシカル・クロスオーバーの隆盛に一役買った。その後はポップスの作品も発表し、テレビ番組の司会でも活躍している。
英語での名前の発音はシャーロットに近いが、日本ではソニー・ミュージックがデビューアルバムのリリース以来シャルロットの表記を用いている。

## 略歴

### デビューまで
カーディフのランダフに生まれた。幼い頃から音楽が好きで、3歳半の時にカーナーヴォンの海辺のリゾートでいとこと『ゴーストバスターズ』の音楽を歌ったという。9歳の時にクラブ歌手の叔母の助言で本格的に歌を習い始めた。デビューのきっかけをつかんだのは10歳の時のことで、『Richard and Judy』というテレビ番組を見ていたシャルロットは番組で才能のある子供を募集しているのを知ると自ら電話をかけ、プロデューサーに乞われるまま「ピエ・イエズ」を歌い番組に招待された。彼女の歌は大きな評判となり、その数ヵ月後には『Big, Big Talent Show』という番組に叔母に付き添う形で出演し、ここでも司会者に乞われてアンドルー・ロイド・ウェバーの「レクイエム」の１曲「ピエ・イエズ」を歌うとショーを独り占めした。その後も数々のテレビ番組に招かれ、カーディフのアームズ・パークやロンドンのロイヤル・アルバート・ホールでのコンサートへの出演や、シャーリー・バッシーのアントウェルペンでのコンサートへのオープニング・アクトとしての出演がこれに続いた。

### クロスオーバー歌手として
シャルロットはカーディフの興行主、ジョナサン・シャリットの仲介によりソニーBMGと契約し、1998年に『Voice of an Angel』でアルバム・デビューを果たした。ソニーBMG・UKの会長、ポール・バーガーは自らのオフィスで聴いた彼女の歌声に圧倒され、その場で契約を決断したという。宗教曲や民謡などを収録したこのアルバムは全世界で1000万枚を売る大ヒットとなり、シャルロットを音楽シーンの最前線に押し出すこととなった。
1999年には自身の名を冠したアルバム『Charlotte Church』をリリース、ここでシャルロットは宗教曲や民謡のほかに著名なオペラ・アリアも披露した。また第1曲の「Just Wave Hello」は彼女が初めてポップス・センスを採り入れた楽曲である。2000年にはクリスマス・アルバム『Dream a Dream』をリリース。フォーレの「パヴァーヌ」を翻案したタイトル曲ではカントリー・ミュージックの少年歌手、ビリー・ギルマンと共演した。
2001年にはよりポップス色を強めたアルバム『Enchantment』を発表、また映画『ビューティフル・マインド』の主題歌「All Love Can Be」を歌った。2002年には『Prelude』と題するベスト・アルバムを発表した。

### ポップス歌手として
シャルロットのクラシックの枠外での活動はディスク・ジョッキーのダレン・テイトがユルゲン・フリース名義で発表したシングル「The Opera Song」にフィーチャーされたのが最初である。彼女の名前はイニシャルでCMCとしてクレジットされている。このシングルはイギリスのヒット・チャートで3位を記録した。2003年公開の『アイル・ビー・ゼア』のオリビア役で映画デビューする。
2005年には最初のポップス・アルバム『Tissues and Issues』を発表、「Crazy Chick」などシングル・カットされた4曲はイギリスでまずまずのヒットを記録した。しかし国外でのセールスは不調に終わり、北米販売も見送られた。2006年11月、ソニーBMGはシャルロットとの契約打ち切りを公表した。その後は2006年9月1日から2007年4月6日までチャンネル4の『The Charlotte Church show』の司会を務めるなど、歌手以外での活動が目立つ。
2007年3月、自身のブログにてスタッフが妊娠を発表。同年9月20日に女児を出産した。相手は同じウェールズのラグビー選手、ギャヴィン・ヘンソン。2008年6月には第二子を妊娠したことが判明した。
2010年の5月、破局した。
2012年5月26日、新曲3曲（ "The Rise", "How Not to be Surprised When You're a Ghost", and "Say It's True"）をベサン・エルフィンのBBC Radioで発表し、同年9月4日1枚目のEP「ONE」を発表。同年12月19日には2枚目のEPからのリードシングル "Glitterbombed" を、The Line of Best Fit（オンラインの音楽雑誌）で発表 。 2013年3月4日、2枚目のEP「TWO」を発表。同年の「Victorious festival in 2013」に出演した。

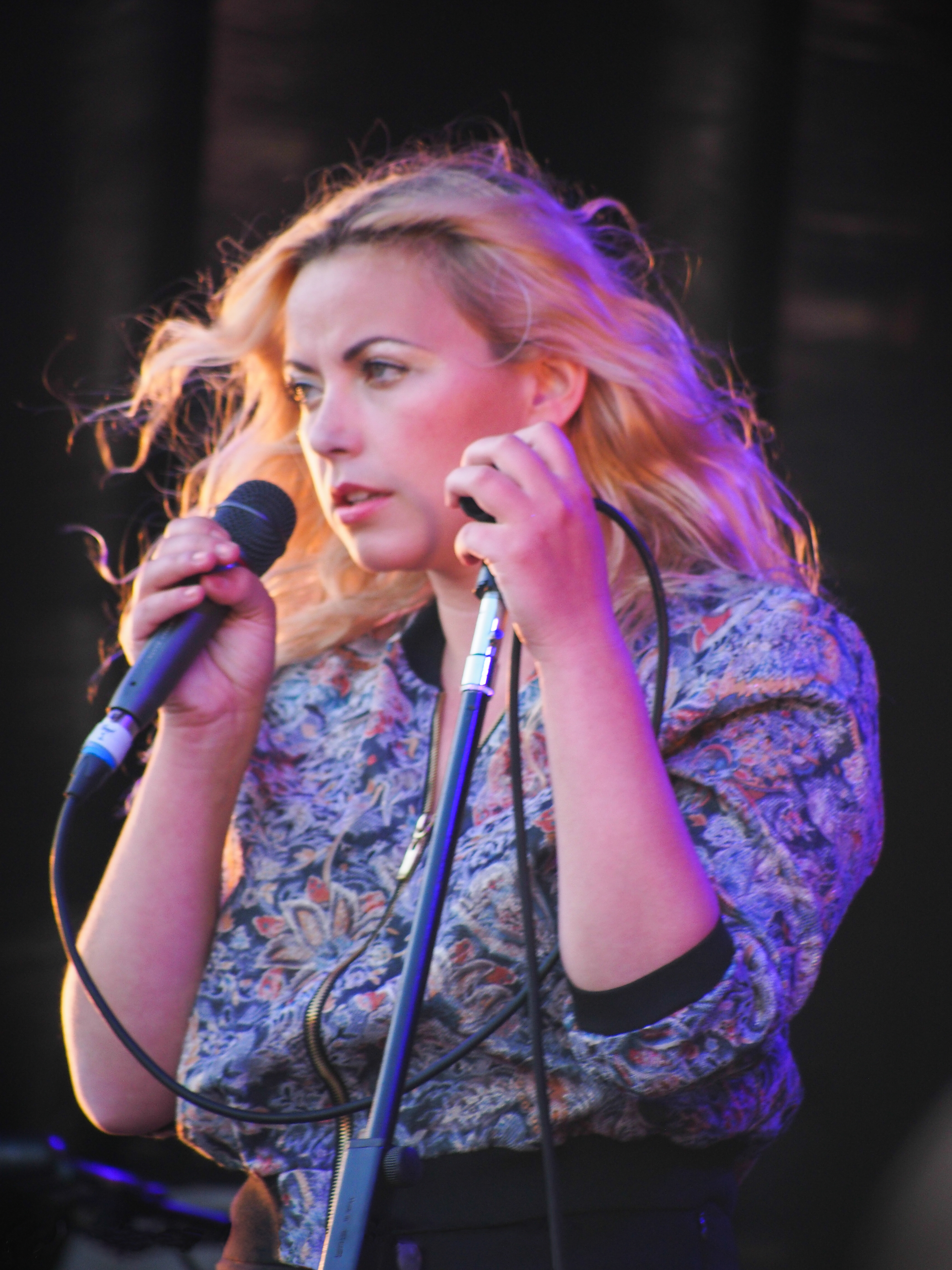
Church performing at the Victorious festival in 2013

「ONE」と「TWO」は併せて2013年3月12日に米国で発売された。このプロモーションのため、北アメリカを約10年ぶりに訪れ、ニューヨーク、ロスアンジェルス、トロント、「South by Southwest Festival」で公演を行った。この北米公演では、衣装デザインをZoe Howerskaが担当した。
2013年7月15日、3枚目のEPからのリードシングル "I Can Dream" をSoundcloudを通して発表した。同年8月19日、3枚目のEP「THREE」を発表。
2014年3月10日、4枚目のEP「FOUR」を発表。このEPのリードシングル"Little Movements"のミュージックビデオを、2014年3月15日、YouTubeに公開した。

## 人物
天才少女としてもてはやされる一方、ある時期を境に服装や化粧が派手になり飲酒や喫煙が報じられるなどタブロイド紙を賑わせるようになった。最近では元恋人を殴るなどの事件や性的な話が暴露された。スキャンダルの多いことで知られるオアシスのヴォーカリスト、リアム・ギャラガーからも「後継者はシャルロット」と指名されている。

## ディスコグラフィ
- 天使の歌声 - Voice of an Angel (1998)
- シャルロット・チャーチ - Charlotte Church (1999)
- ドリーム・ア・ドリーム - Dream a Dream (2000)
- エンチャントメント - Enchantment (2001)
- プレリュード～ベスト・オブ・シャルロット・チャーチ - Prelude: The Best of Charlotte Church (2002)
- Tissues and Issues (2005)
- Back to Scratch (2010)

## 書籍
- Voice of An Angel, My Life (So Far) – an autobiography published in 2001.
- Keep Smiling – her second autobiography published in 2007.